# Permanganometria
Permanganometria é uma das técnicas usadas em análise quantitativa em química. É uma titulação redox e envolve o uso de permanganatos e é usada para estimar-se a quantidade de analito presente em uma amostra química desconhecida.